# باشگاه ورزشی الشحانیه
باشگاه فوتبال الشحانیه (عربی: النادی لشحانیة الریاضی) یک باشگاه فوتبال است که در سال ۱۹۹۸ در شهر الشحانیه در ۲۰ کیلومتری دوحه تأسیس شده‌است.

## بازیکنان ایرانی[نیازمند منبع]
1. اشکان دژاگه
2. رامین رضاییان
3. رضا شنبیه
4. ابراهیم داریوش
5. مسعود شجاعی
6. مهرداد پولادی
7. امیرحسین پاک ضمیر
8. امیر روستایی

## پیشینه
باشگاه فوتبال الشحانیه در ۲۷ دسامبر ۱۹۹۸ با خرید امتیاز باشگاه فوتبال النصر قطر که مالک آن محمد بن ثانی آل ثانی بود، تأسیس شد.